# Iron County (Utah)
Iron County ist ein County im Bundesstaat Utah der Vereinigten Staaten. 2020 betrug die Einwohnerzahl im County 57.289 Menschen. Der Verwaltungssitz (County Seat) ist Parowan.

## Geographie
Nach Angaben des US Census Bureau bedeckt Iron County eine Fläche von 8552 Quadratkilometern, davon sind 10 Quadratkilometer Wasserflächen. Das County grenzt im Uhrzeigersinn an die Countys: Beaver County, Washington County, Kane County, Garfield County und Lincoln County (Nevada).

## Geschichte
Iron County wurde im Jahre 1852 gegründet. Der ursprüngliche Name war Little Salt Lake Valley, es wurde später nach den vielen Eisenminen, die im County vorhanden sind, in Iron County umbenannt.

## Demografische Daten

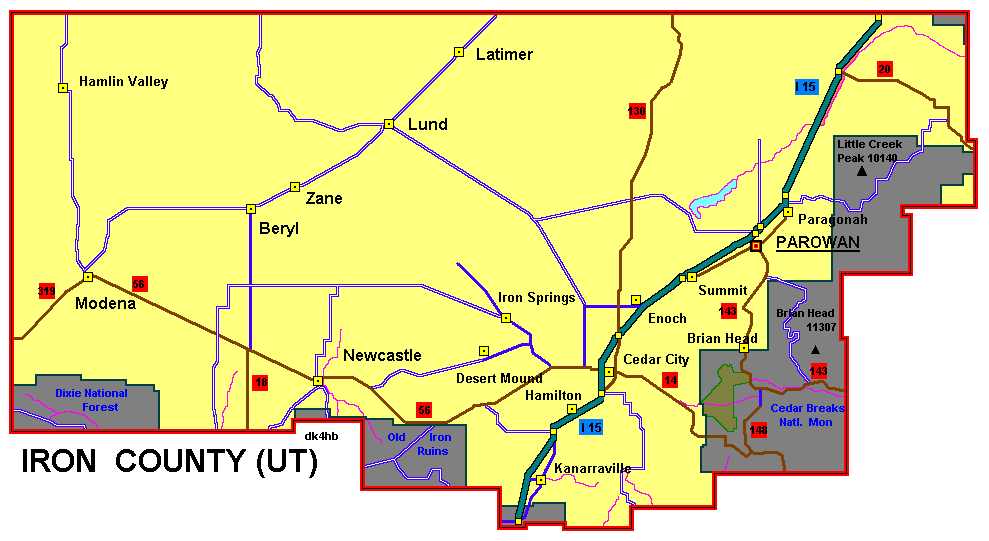
Iron County (Details)

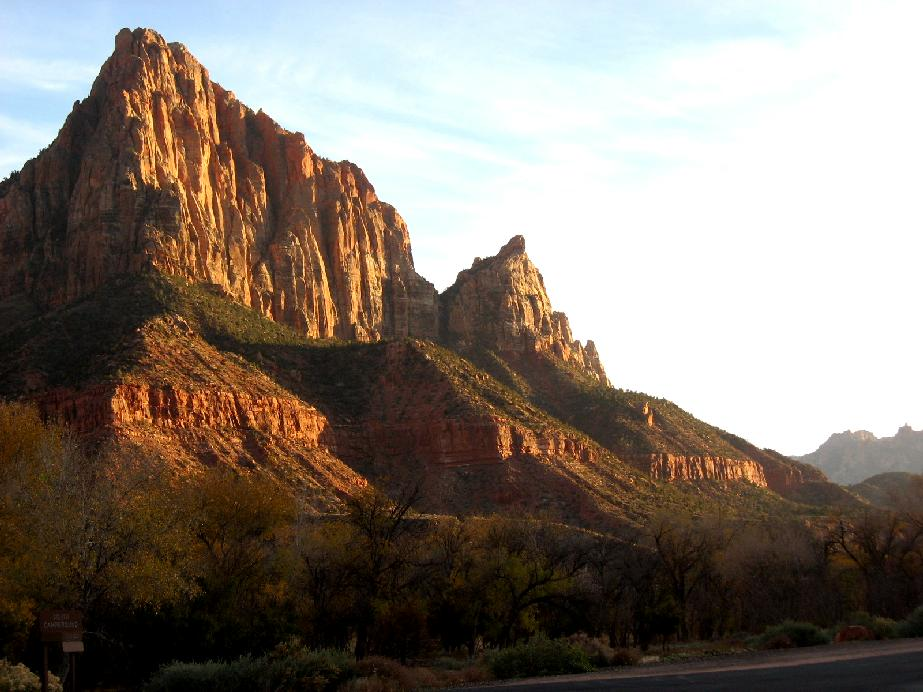
Der Mount Zion im Zion-Nationalpark

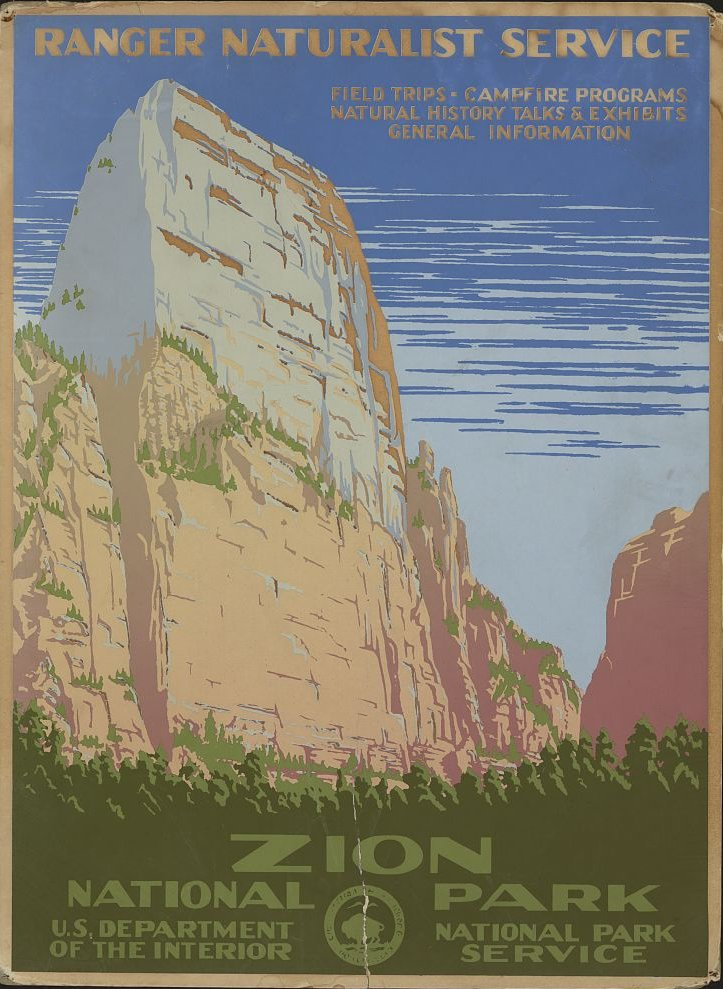
Zion-Nationalpark-Poster (1938)

Nach der Volkszählung im Jahr 2000 lebten im Iron County 33.779 Menschen. Es gab 10.627 Haushalte und 8076 Familien. Die Bevölkerungsdichte betrug 4 Einwohner pro Quadratkilometer. Ethnisch betrachtet setzte sich die Bevölkerung zusammen aus 93,00 % Weißen, 0,35 % Afroamerikanern, 2,18 % amerikanischen Ureinwohnern, 0,74 % Asiaten, 0,27 % Bewohnern aus dem pazifischen Inselraum und 1,78 % aus anderen ethnischen Gruppen; 1,67 % stammten von zwei oder mehr ethnischen Gruppen ab. 4,09 % der Bevölkerung waren spanischer oder lateinamerikanischer Abstammung.
Von den 10.627 Haushalten hatten 41,00 % Kinder und Jugendliche unter 18 Jahre, die bei ihnen lebten. 64,20 % waren verheiratete, zusammenlebende Paare, 8,50 % waren allein erziehende Mütter. 24,00 % waren keine Familien. 15,90 % waren Singlehaushalte und in 5,90 % lebten Menschen im Alter von 65 Jahren oder darüber. Die Durchschnittshaushaltsgröße betrug 3,11 und die durchschnittliche Familiengröße lag bei 3,45 Personen.
Auf das gesamte County bezogen setzte sich die Bevölkerung zusammen aus 31,20 % Einwohnern unter 18 Jahren, 20,60 % zwischen 18 und 24 Jahren, 23,60 % zwischen 25 und 44 Jahren, 16,10 % zwischen 45 und 64 Jahren und 8,60 % waren 65 Jahre alt oder darüber. Das Durchschnittsalter betrug 24 Jahre. Auf 100 weibliche Personen kamen 98,40 männliche Personen, auf 100 Frauen im Alter ab 18 Jahren kamen statistisch 93,60 Männer.
Das jährliche Durchschnittseinkommen eines Haushalts betrug 33.114 USD, das Durchschnittseinkommen der Familien betrug 37.171 USD. Männer hatten ein Durchschnittseinkommen von 30.800 USD, Frauen 19.831 USD. Das Prokopfeinkommen betrug 13.568 USD. 19,20 % der Bevölkerung und 13,10 % der Familien lebten unterhalb der Armutsgrenze. 20,40 % davon waren unter 18 Jahre und 6,50 % waren 65 Jahre oder älter.

## Städte und Siedlungen
- Avon
- Beryl
- Beryl Junction
- Brian Head
- Cedar City
- Desert Mound
- Enoch
- Fort Johnson
- Halivah
- Hamiltons Fort
- Hamlin Valley
- Heist
- Iron Mountain
- Iron Springs
- Kanarraville
- Latimer
- Lund
- Modena
- Newcastle
- North View
- Old Irontown
- Paragonah
- Parowan
- Summit
- Wheatgrass
- Zane